# Partido Burguês Democrático
O Partido Burguês Democrático (em alemão: Bürgerlich-Demokratische Partei Schweiz BDP; em francês, Parti bourgeois démocratique suisse PBD; em italiano, Partito Borghese Democratico Svizzero PBD; em romanche, Partida burgais democratica Svizra, PBD) é um partido político suíço conservador, fundado em 2008, através de uma secessãoda ala moderada do Partido Popular Suíço.

## Posições políticas
O Partido Burguês Democrático apoia acordos bilaterais com a União Europeia e opõe-se ao aumento do asilo na Suíça. Opõe-se a benefícios adicionais ao seguro-saúde, embora não apoia necessariamente s ua limitação. O Partido apoia o aumento da idade de aposentadoria, opõe-se a qualquer relaxamento dos requisitos para receber assistência social e apoia o casamento entre pessoas do mesmo sexo.

## Resultados Eleitorais

### Eleições legislativas
| Data | CI. | Votos   | %           | +/- | Conselho dos Estados | +/-     | Conselho Nacional | +/- |
| ---- | --- | ------- | ----------- | --- | -------------------- | ------- | ----------------- | --- |
| 2011 | 7.º | 132 279 | 5,4 / 100,0 |     | 1 / 46               |         | 9 / 200           |     |
| 2015 | 7.º | 103 476 | 4,1 / 100,0 | 1,3 | 1 / 46               | Estável | 7 / 200           | 2   |
| 2019 | 7.º | 59 206  | 2,4 / 100,0 | 1,7 | 0 / 46               | 1       | 3 / 200           | 4   |

### Eleições para o Conselho Federal
| Data | Conselheiros Federais | +/-     |
| ---- | --------------------- | ------- |
| 2008 | 1 / 7                 | 1       |
| 2009 | 1 / 7                 | Estável |
| 2010 | 1 / 7                 | Estável |
| 2011 | 1 / 7                 | Estável |
| 2015 | 0 / 7                 | 1       |
| 2017 | 0 / 7                 | Estável |
| 2018 | 0 / 7                 | Estável |
| 2019 | 0 / 7                 | Estável |